# Cometa Humason
Cometa Humason, Nombre oficial C/1961 R1 (a.k.a. 1962 VIII y 1961e), 
es un cometa no periódico, descubierto por Milton L. Humason el 1 de septiembre de 1961. Su perihelio estaba mucho más allá de la órbita del planeta Marte, en 2,133 Unidades Astronómicas. Su período es de 2940 años, y su diámetro aproximadamente es de 41 kilómetros.
Es un cometa gigantesco, mucho más activo que un cometa normal para su distancia al Sol, con un la magnitud absoluta de +1.5, cien veces más brillante que un nuevo cometa medio.
Es precisamente su tamaño lo que le da su relevancia.